# Colocleora calcarata
Colocleora calcarata là một loài bướm đêm trong họ Geometridae.